# Försäkringsbolaget Sveas hus
Försäkringsbolaget Sveas hus är en bostadsfastighet i korsningen Bankgatan/Storgatan i Sundsvalls stenstad som uppfördes 1892 efter ritningar av Hjalmar Kumlien. Byggnaden är uppförd i nyrenässans med släta tegelfasader, takkupor med svängda gavlar och ett utstickande hörntorn. Byggnaden uppfördes på platsen för ett tidigare hotellbyggnad i trä som brann ned 1888. Byggnaden är byggnadsminne sedan 16 maj 1975.

## Bilder

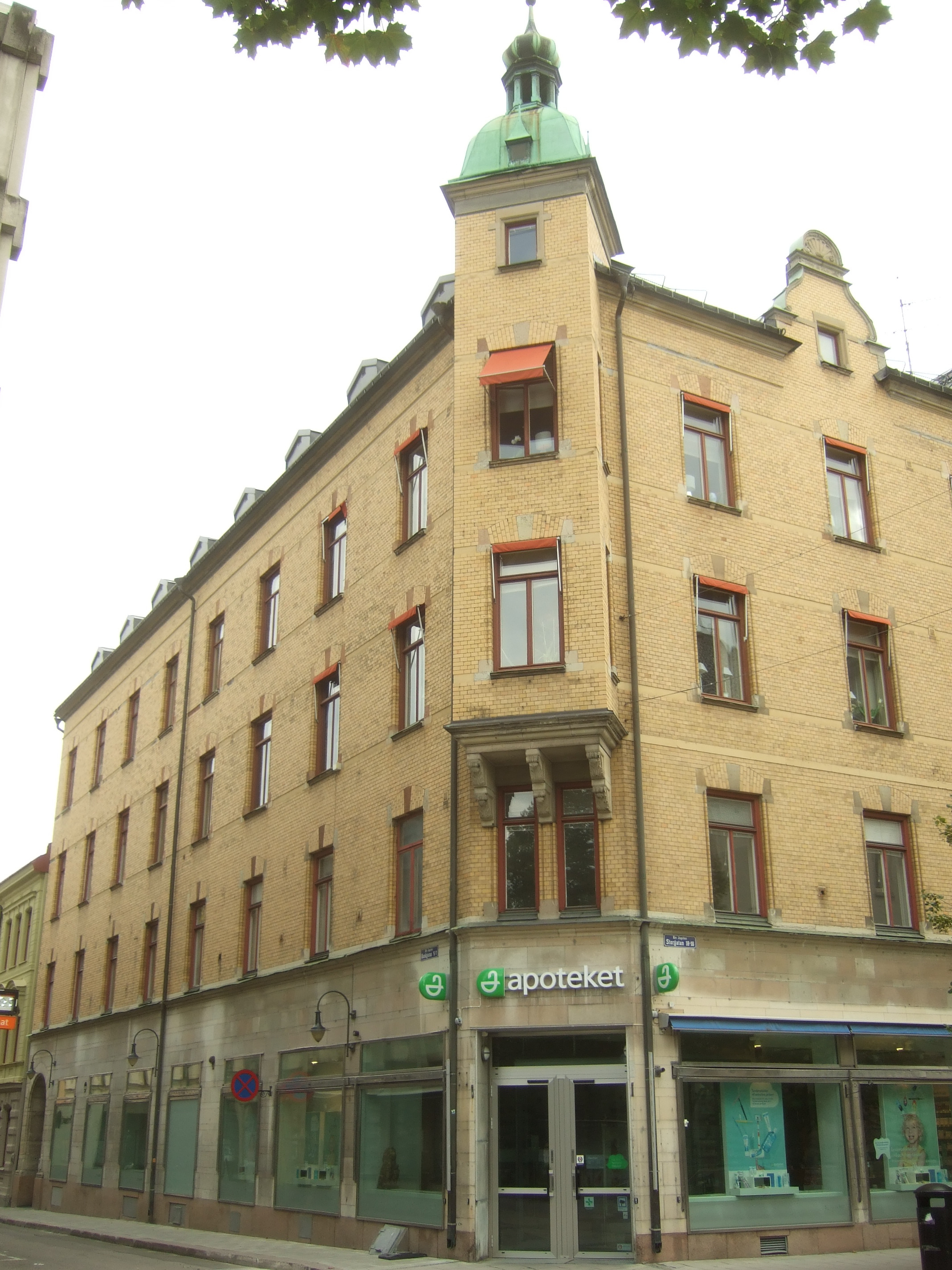
Fasaden mot Bankgatan och hängtornet
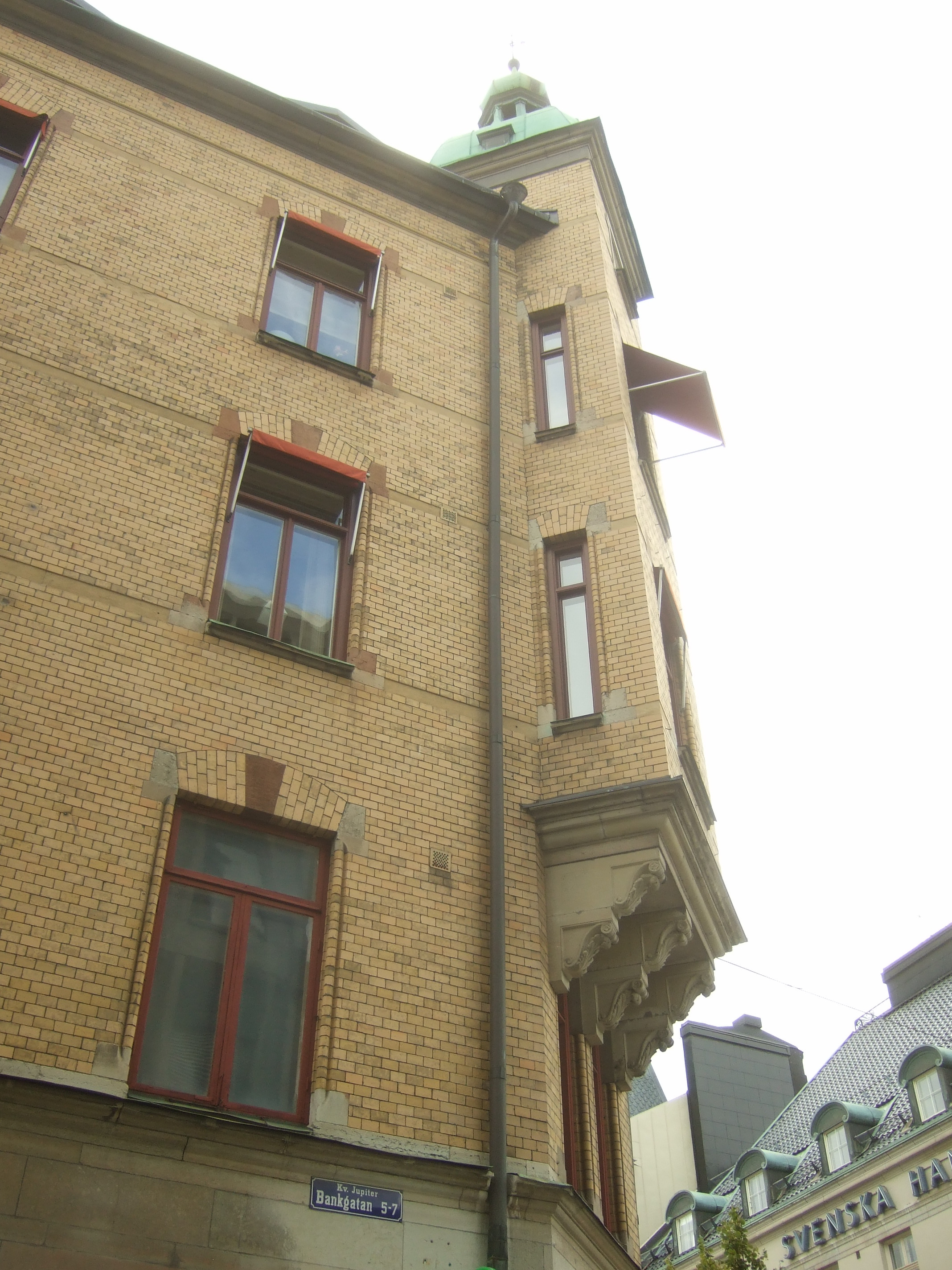
Hängtornet sett från Bankgatan
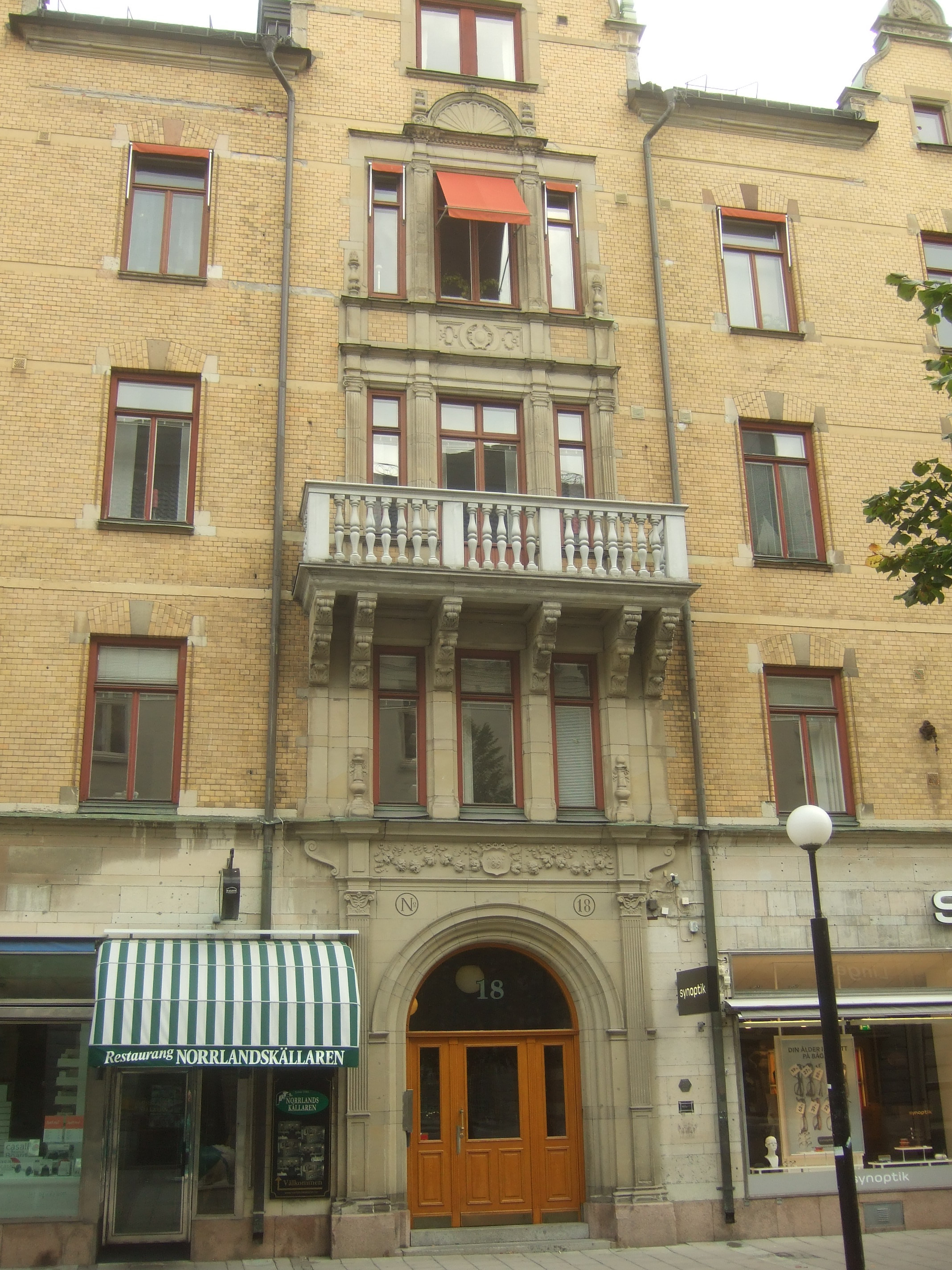
Huvudentrén från Storgatan
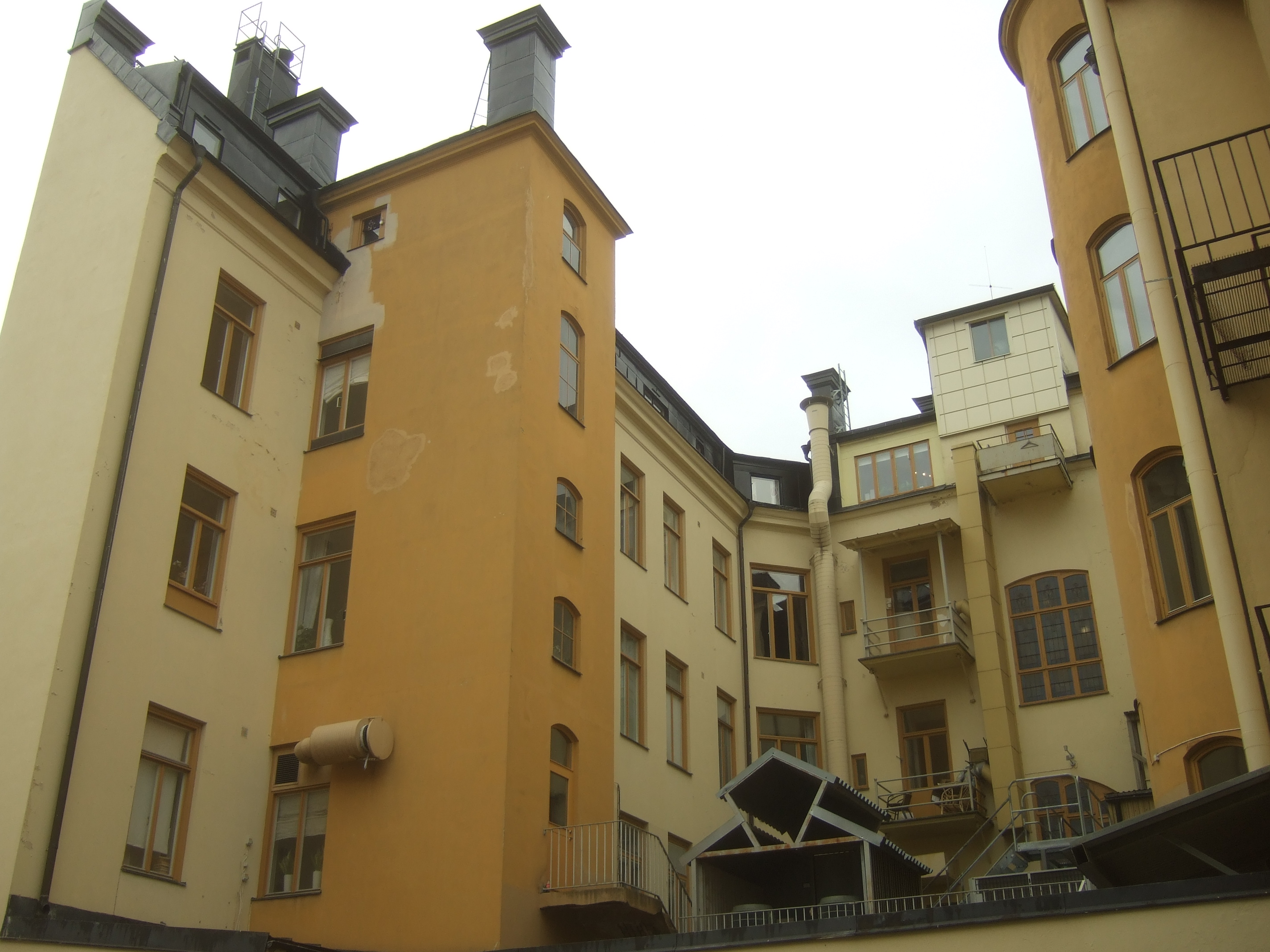
Fasad mot innergården